# Bouddhisme et non-violence

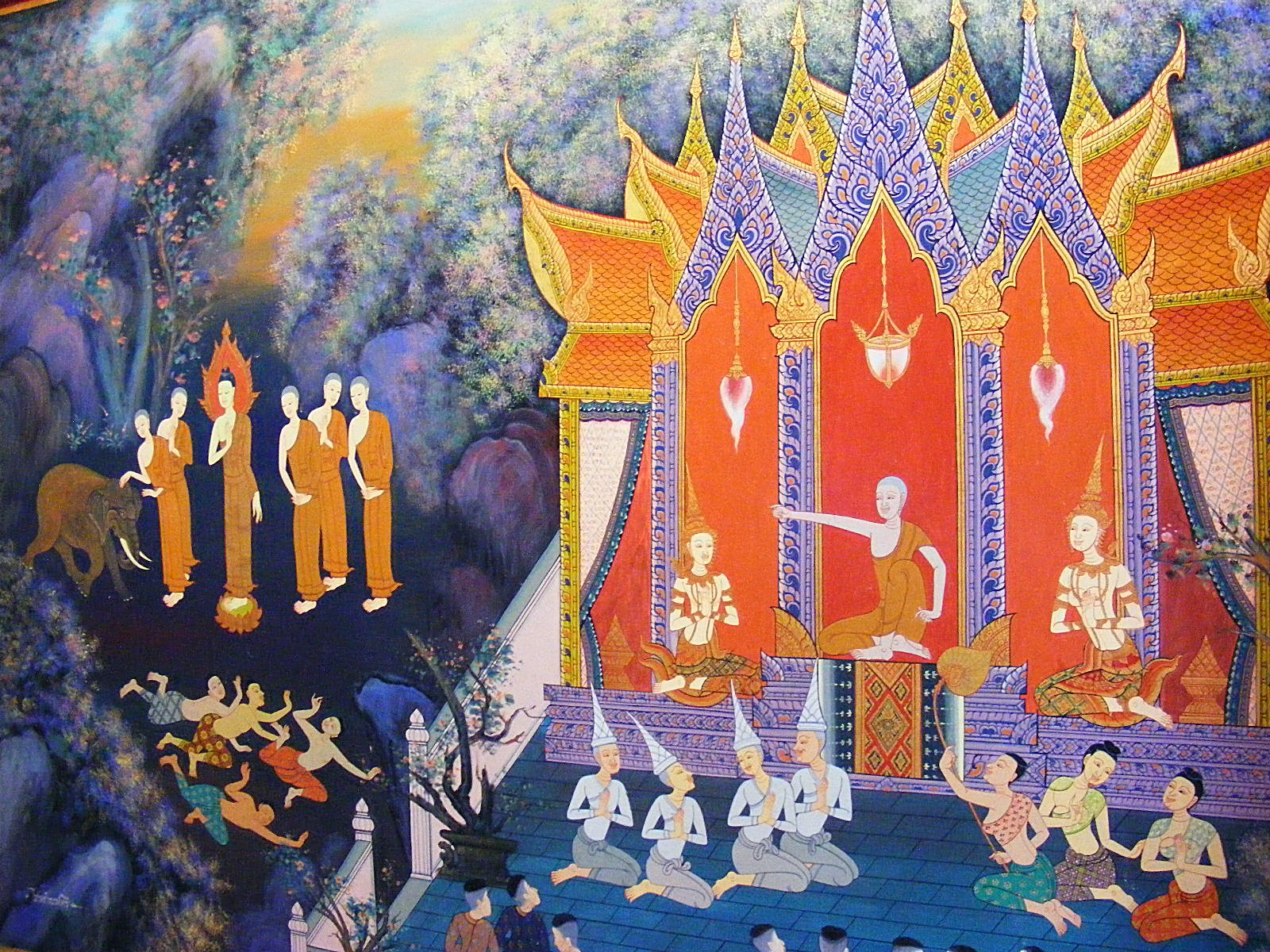
Représentation de la parabole du Bouddha et de l'éléphant Nalagiri. Devadatta, jaloux de Bouddha, veut le tuer et envoie un éléphant en colère nommé Nalagiri dans sa direction. Alors que l'éléphant en colère s'approche, le Bouddha fait le signe de l'Abhaya-mudrā, symbole de paix, de bonté et de gentillesse et calme Nalagiri. Les Bouddhistes appellent cet état vertueux la perfection Mettā ou maitrī.

Le principe de non-violence (ahiṃsā en sanskrit) se retrouve dans les trois véhicules bouddhiques. L'enseignement de Bouddha porte les moyens de développer une culture de non-violence et de justice. Des dirigeants comme l'empereur indien Ashoka, le 14e dalaï-lama et Aung San Suu Kyi, ou encore le moine Thich Nhat Hanh, sont des exemples de personnalités bouddhistes connues pour avoir mis en œuvre la non-violence.

## Enseignements non violents dans les écoles du bouddhisme
Le premier des cinq préceptes (pañcaśīla) du pratiquant bouddhiste l'engage à ne pas tuer. Au travers de la patience (kshanti, une des paramita), les pratiquants du bouddhisme visent à cultiver la non-violence, en ne répondant ni aux insultes ni à la violence.
Dans la voie du Théravada, la pratique du non-attachement et de la morale (śīla) prédominent. Dans la communauté monastique, tenue à la stricte discipline du Vinaya, la non-violence est ritualisée. C'est au sein de cette voie qu'est né, au XXe siècle, le Réseau international des bouddhistes engagés, prônant le bouddhisme engagé, à l'initiative du Thaïlandais Sulak Sivaraksa.
Dans le Mahayana, la voie des bodhisattvas, le pratiquant développe conjointement la sagesse (prajna) et la compassion (karuna), conditionnant sa libération à celle de tous les êtres. Quant au Vajrayana, il propose de transformer les émotions, y compris les peurs et les névroses, en instrument de paix.

## Non-violence comme voie d'action politique
Pour Samdhong Rinpoché, le développement de la non-violence dans un objectif politique ne signifie pas inaction ou passivité. Pour Sulak Sivaraksa, la paix est un processus proactif complet visant à trouver un terrain grâce à une communication ouverte et la mise en pratique d'une philosophie non blessante et de partage des ressources. Pour Aung San Suu Kyi, les méthodes non violentes signifient des actions positives et contrairement à ce que pensent certaines personnes, la non-violence n'est pas la passivité.

### L'empereur Ashoka développe la non-violence en Inde
Ashoka (r. vers -270 à -232), troisième empereur de la dynastie indienne des Maurya, est pris de remords après sa conquête sanglante du Kalinga, et se tourne alors vers le bouddhisme et prend les vœux de laïc (upāsaka). Réalisant au travers des enseignements (dharma) du Bouddha Shakyamuni que ses conquêtes territoriales sont sources de souffrance, il s'oriente vers une « conquête intérieure » pour cultiver le bien de la société et la non-violence. Il protège les autres religions et fait graver sur des rochers ou des piliers dits « d'Ashoka » des édits en plusieurs langues, qui promeuvent la justice et la tolérance.

### Thich Nhat Hanh contribue à mettre fin à la guerre du Viêtnam
Thich Nhat Hanh est l'inspirateur du mouvement du bouddhisme engagé (en) qui collabora avec des chrétiens du monde entier pour mettre fin à la guerre du Viêtnam. Il s'est appuyé sur le mouvement non violent de moines vietnamiens et de militants américains.

### Le14edalaï-lama utilise la non-violence pour résoudre la question du Tibet
En 1987, des moines de Lhassa se rebellent et réclament l’indépendance du Tibet. Le 14e dalaï-lama tient un discours en 1988 au parlement de Strasbourg durant lequel il renonce à l’indépendance et accepte une autonomie du Tibet au sein de la république populaire de Chine. L'opposition du 14e dalaï-lama à la violence et sa défense de solutions pacifiques basées sur la tolérance et le respect mutuels pour préserver le patrimoine et la culture du peuple tibétain lui valurent l'attribution du prix Nobel de la paix le 5 octobre 1989. Pour Egil Aarvik, alors président du comité Nobel, même si en 30 ans, la non-violence n'a pu résoudre la question tibétaine, le dalaï-lama est un porte parole lumineux de cette philosophie de paix, qui représente une autre voie que la violence et la puissance militaire pour résoudre les conflits. Egil Aarvik déclara que la décision d'attribuer le prix Nobel au dalaï-lama était « en partie un hommage à la mémoire du Mahatma Gandhi ». Interrogé par Victor Chan au début des années 2000 sur ce qu'il pense des Chinois, le dalaï-lama expliqua que l'essence du bouddhisme est d'une part la compassion et de l'autre la conscience de l'interdépendance. Insistant sur la distinction entre l'acteur et l'acte, il déclare que si l'on doit s'opposer à une mauvaise action, cela ne signifie pas que l'on s'oppose à la personne la commettant. Des ennemis, comme le sont les Chinois pour le Tibet de nos jours, peuvent devenir des amis. C'est en suivant ce raisonnement que le dalaï-lama pardonne aux Chinois ce qu'ils ont fait à son pays et à son peuple.
Selon Bernard Faure, « on pourrait arguer que le Tibet fut plutôt contraint au pacifisme, n’ayant pas la force de s’opposer à ses puissants voisins. [...] Lorsqu’on lui demanda pourquoi il avait choisi la non-violence pour résoudre le problème tibétain, le dalaï-lama éclata de rire : « Les Tibétains, six millions. Les Chinois, un milliard ! ».

### Aung San Suu Kyi plaide pour la démocratie et la non-violence en Birmanie
Aung San Suu Kyi plaida efficacement en faveur de la démocratie et de la non violence. Elle fut mise en résidence surveillée pendant de nombreuses années par la junte militaire birmane. Elle obtint le prix Nobel de la paix en 1991, démontrant un soutien de la communauté internationale à sa cause. D'août à octobre 2007, la révolution de safran, un mouvement non violent massif de moines et de nonnes bouddhistes se développa. Il fut écrasé militairement. Après quelques années cependant, le gouvernement libéra Aung San Suu Kyi et organisa des élections en 2010.